# 23258 Tsuihark
23258 Tsuihark este un asteroid din centura principală de asteroizi.

## Descriere
23258 Tsuihark este un asteroid din centura principală de asteroizi. A fost descoperit pe 29 decembrie 2000 la Desert Beaver Observatory de William Kwong Yu Yeung. Asteroidul prezintă o orbită caracterizată de o semiaxă mare de 2,32 ua, o excentricitate de 0,17 și o înclinație de 6,8° în raport cu ecliptica.